# 머르톤바샤르구

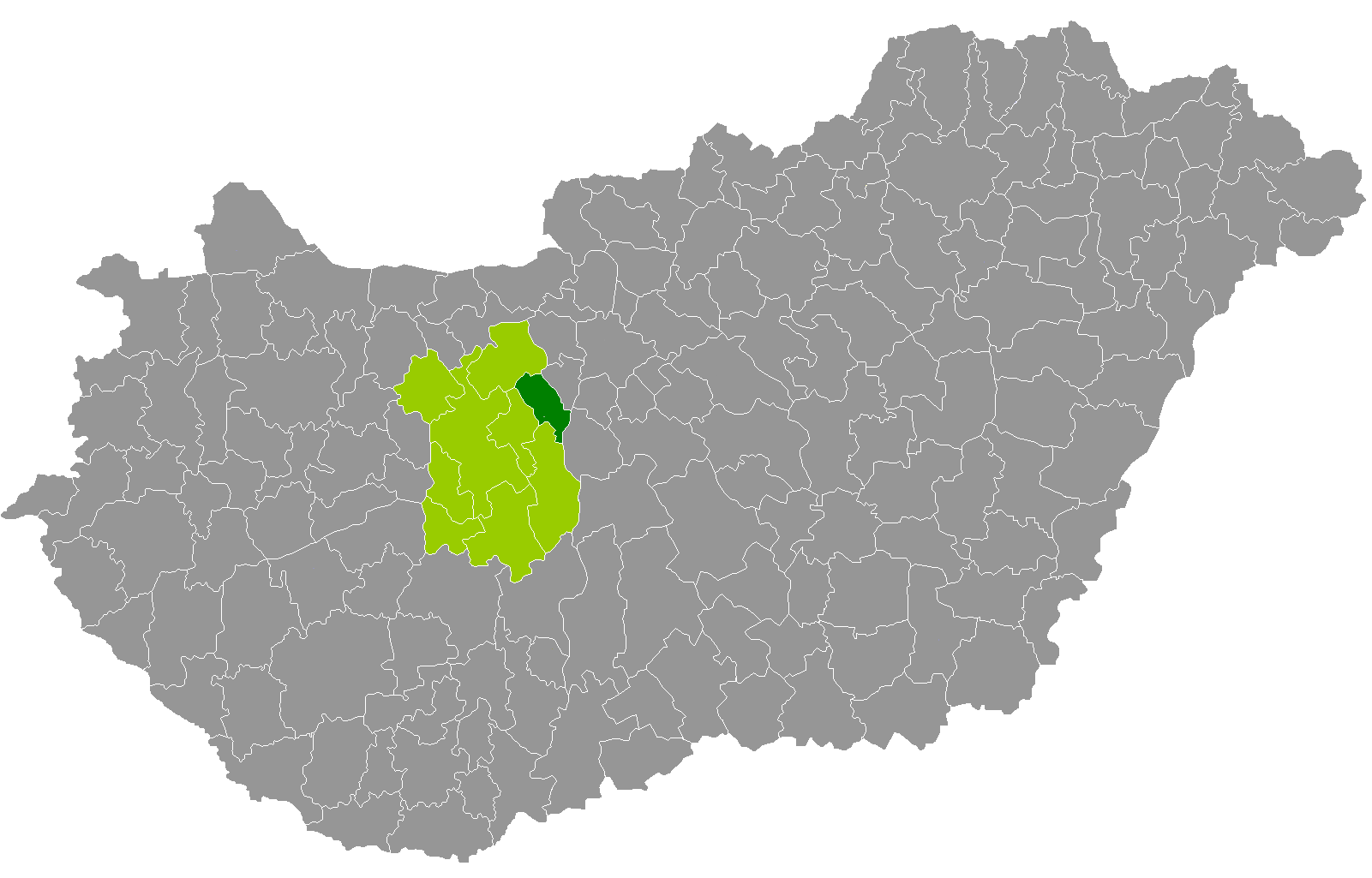
페예르주 지도에 표시된 머르톤바샤르구의 위치

머르톤바샤르구(헝가리어: Martonvásári járás)는 헝가리 페예르주에 위치한 구로 구청 소재지는 머르톤바샤르이며 면적은 277.13km2, 인구는 28,040명(2011년 기준), 인구 밀도는 101명/km2이다.
북쪽으로는 비치케구, 동쪽으로는 페슈트주 에르드구, 라츠케베구, 남쪽으로는 두너우이바로시구, 서쪽으로는 가르도니구와 접한다. 8개 지방 자치체(2개 시, 6개 마을)를 관할한다.

구 문장